# Empoasca silvatica
Empoasca silvatica är en insektsart som beskrevs av Vilbaste 1968. Empoasca silvatica ingår i släktet Empoasca och familjen dvärgstritar. Inga underarter finns listade i Catalogue of Life.